# Gringo
Gringo (šp.) je kolokvijalni naziv u Južnoj Americi za turiste, odnosno sleng koji upotrebljavaju stanovnici zemalja španjolskog ili portugalskog govornog jezika za strance ili došljake. S vremenom ovaj izraz se počeo koristiti samo za osobe iz SAD-a ili Velike Britanije i postao je pridjev koji identificira osobe s karakterističnom ljepotom za sjeverne zemlje.